# Федеральная государственная информационная система досудебного обжалования
Федеральная государственная информационная система досудебного (внесудебного) обжалования (ФГИС ДО) — информационная система, обеспечивающая процесс досудебного (внесудебного) обжалования решений и действий (или бездействия) органов государственной власти Российской Федерации, совершенных при предоставлении государственных и муниципальных услуг. Является компонентом инфраструктуры электронного правительства Российской Федерации.
Создана в соответствии с Федеральным законом Российской Федерации от 27 июля 2010 года № 210-ФЗ «Об организации предоставления государственных и муниципальных услуг».

## История появления и нормативная база
Процесс обжалования решений и действий (или бездействия) органов государственной власти Российской Федерации, совершенных при предоставлении государственных услуг регламентирован Федеральном законом от 27 июля 2010 года № 210-ФЗ «Об организации предоставления государственных и муниципальных услуг». Первоначально в 210-ФЗ определение федеральной государственной информационной системы досудебного обжалования отсутствовало, и введено Федеральным законом № 383-ФЗ от 3 декабря 2011 г.
На основании этого законодательного акта, 20 ноября 2012 года Правительством России было принято постановление № 1198 «О федеральной государственной информационной системе, обеспечивающей процесс досудебного (внесудебного) обжалования решений и действий (бездействия), совершенных при предоставлении государственных и муниципальных услуг», которым утверждается положение о системе, а создание системы возлагается на Минкомсвязь России и Минэкономразвития России. Первоначальный вариант постановления предусматривал запуск системы к 1 января 2014 года, однако позже он был скорректирован — продлен до 1 января 2015 года.
Конкурс на первоначальную разработку системы был объявлен 30 июля 2014 года, а его итоги подведены 1 сентября 2014 года.
В ноябре 2014 года ФГИС ДО была запущена в опытную, а затем, 1 января 2015 года — и в промышленную эксплуатацию. С 14 ноября 2015 года ФГИС ДО является официальным каналом обжалования решений органов государственной власти — подключение к системе и своевременное рассмотрение поданных с ее помощью жалоб обязательно для всех органов власти. При нарушении порядка и срока их рассмотрения на должностное лицо, ответственное за обработку жалоб налагается штраф в размере от 20 до 30 тыс. рублей в соответствии со статьей 5.63 КоАП.
В мае 2015 года был объявлен конкурс на развитие информационной системы, завершившийся 2 июня 2015 года. В рамках развития был модифицирован интерфейс подачи жалобы, расширена интеграция с новой версией Личного Кабинета Единого портала государственных услуг, реализована интеграция с МЭДО и поддержка криптографического ПО VipNet.
Общий объем средств федерального бюджета, затраченный на развитие ФГИС ДО по состоянию на 18 октября 2016 года составляет 48 000 000 рублей.

## Функциональность системы
ФГИС Досудебного обжалования позволяет гражданам Российской Федерации обжаловать нарушения при предоставлении органами власти государственных и муниципальных услуг, в том числе:
- нарушение срока регистрации запроса заявителя о предоставлении государственной услуги;
- нарушение срока предоставления государственной услуги;
- требование представления заявителем документов, не предусмотренных законодательством;
- отказ в приеме документов, представление которых предусмотрено для предоставления государственной услуги;
- отказ в предоставлении государственной услуги, если основания отказа не предусмотрены федеральными законами и принятыми в соответствии с ними иными нормативными правовыми актами Российской Федерации;
- требование внесения заявителем при предоставлении государственной услуги дополнительной оплаты;
- отказ в исправлении допущенных опечаток и ошибок в выданных в результате предоставления государственной услуги документах либо нарушение установленного срока таких исправлений.[11]

Информационная система обеспечивает процесс подачи жалобы заявителем, ее рассмотрения ответственным сотрудником органа государственной власти и предоставления решения, подписанного квалифицированной электронной цифровой подписью, информирования заявителя о процессе рассмотрения жалобы и двухсторонней коммуникации между ведомством и заявителем. ФГИС ДО так же обеспечивает контроль сроков обработки жалоб и формирование отчетности для руководства ведомств и контролирующих органов.
Доступ заявителей — физических лиц к ранее поданным жалобам и форме подачи жалобы осуществляется через Личный кабинет заявителя. Доступ должностных лиц, ответственных за обработку жалоб к системе осуществляется через Личный кабинет Должностного лица. Доступ к системе имеют все пользователи, зарегистрированные на Едином портале государственных услуг. Аутентификация пользователей производится через Единую систему идентификации и аутентификации.
Информационная система так же предоставляет интерфейсы межмашинного взаимодействия для интеграции с другими информационными системами (к примеру, АРМ сотрудников ведомств и региональными порталами государственных услуг). В качестве шины данных для интеграций используется Система межведомственного электронного взаимодействия.